# پاتری مک‌دانو (دوچرخه‌سوار)
پاتری مک‌دانو (انگلیسی: Patrick McDonough؛ زادهٔ ۲۲ ژوئیهٔ ۱۹۶۱) دوچرخه‌سوار اهل ایالات متحده آمریکا است.
وی در مسابقات کشوری و بین‌المللی در مجموع برندهٔ ۱ مدال نقره شده‌است.